# Riva del Garda
Riva del Garda település Olaszországban, Trento megyében. Lakosainak száma 17 787 fő (2023. január 1.). Riva del Garda Arco, Limone sul Garda, Ledro, Malcesine, Nago–Torbole és Tenno községekkel határos.

## Népesség
A település népessége az elmúlt években az alábbi módon változott:
| Lakosok száma | 17 190 | 17 370 | 17 787 |
|               | 2017   | 2018   | 2023   |